# Nikita Filatov
Nikita Vasiljevič Filatov (* 25. května 1990, Moskva, SSSR ) je bývalý ruský hokejový útočník. NHL Centre Scounting Bureau ho označili jako špičkového evropského bruslaře. V roce 2008 si ho Columbus vybral jako šestého v draftu. V Severní Americe odehrál dvě sezony, střídavě za Syracuse Crunch a Columbus Blue Jackets. Během sezony 2009/10 byl Filatov nespokojený se svým postavením v týmu a byl na zbytek sezony poslán do KHL, kde nastupoval za CSKA Moskva. Během draftu 2011 byl Filatov vyměnen do Ottawy Senators. V prosinci 2011 byl ale poslán opět zpět do CSKA Moskva do konce sezony 2011/12. V Rusku zůstal až do konce kariéry po sezoně 2018/19. Během těchto sedmi sezon v KHL vystřídal devět klubů a nastoupil k více než třem stovkám utkání.

## Ocenění a úspěchy
- MS-18 2008 All-Star Team
- MSJ 2008 Pobyt na ledě +/-(+7)
- MSJ 2009 All-Star Team
- MSJ 2009 Nejlepší střelec

## Osobní život
Narodil se v Moskvě, v Rusku. Má mladší sestru. Jeho matka ho doma vyučovala angličtinu, i díky tomu mluví plynně anglicky. Aby si lépe zvykl na nové prostředí, když začínal hrát v Americe, zůstávala tam s ním jeho matka.

## Klubová statistika
| Sezona       | Klub                  | Soutěž       | Základní část | Základní část | Základní část | Základní část | Základní část | Play off | Play off | Play off | Play off | Play off |
| Sezona       | Klub                  | Soutěž       | Z             | G             | A             | B             | TM            | Z        | G        | A        | B        | TM       |
| ------------ | --------------------- | ------------ | ------------- | ------------- | ------------- | ------------- | ------------- | -------- | -------- | -------- | -------- | -------- |
| 2007/2008    | HC CSKA Moskva 2      | Rus-3        | 23            | 24            | 23            | 47            | 62            | 11       | 14       | 9        | 23       | 28       |
| 2007/2008    | HC CSKA Moskva        | RSL          | 5             | 0             | 0             | 0             | 0             | —        | —        | —        | —        | —        |
| 2008/2009    | Columbus Blue Jackets | NHL          | 8             | 4             | 0             | 4             | 0             | —        | —        | —        | —        | —        |
| 2008/2009    | Syracuse Crunch       | AHL          | 39            | 16            | 16            | 32            | 24            | —        | —        | —        | —        | —        |
| 2009/2010    | Columbus Blue Jackets | NHL          | 13            | 2             | 0             | 2             | 8             | —        | —        | —        | —        | —        |
| 2009/2010    | HC CSKA Moskva        | KHL          | 26            | 9             | 13            | 22            | 16            | 3        | 0        | 1        | 1        | 4        |
| 2010/2011    | Springfield Falcons   | AHL          | 36            | 9             | 11            | 20            | 20            | —        | —        | —        | —        | —        |
| 2010/2011    | Columbus Blue Jackets | NHL          | 23            | 0             | 7             | 7             | 8             | —        | —        | —        | —        | —        |
| Celkem v AHL | Celkem v AHL          | Celkem v AHL | 75            | 25            | 27            | 52            | 44            | —        | —        | —        | —        | —        |
| Celkem v KHL | Celkem v KHL          | Celkem v KHL | 26            | 9             | 13            | 22            | 16            | 3        | 0        | 1        | 1        | 4        |
| Celkem v NHL | Celkem v NHL          | Celkem v NHL | 44            | 6             | 7             | 13            | 16            | —        | —        | —        | —        | —        |

### Reprezentační statistiky
| 2007           | Rusko          | MS-18          | 7  | 4  | 5  | 9  | 6  |
| 2008           | Rusko          | MS-18          | 6  | 3  | 6  | 9  | 29 |
| 2008           | Rusko          | MSJ            | 7  | 4  | 5  | 9  | 10 |
| 2009           | Rusko          | MSJ            | 7  | 8  | 3  | 11 | 6  |
| 2010           | Rusko          | MSJ            | 6  | 1  | 5  | 6  | 6  |
| Celkem v MS-18 | Celkem v MS-18 | Celkem v MS-18 | 13 | 7  | 11 | 18 | 35 |
| Celkem v MSJ   | Celkem v MSJ   | Celkem v MSJ   | 20 | 13 | 13 | 26 | 22 |